# Sascha Benecken
Sascha Benecken (Suhl, 14 febbraio 1990) è un ex slittinista tedesco, vincitore di due medaglie olimpiche nel doppio: bronzo a Pyeongchang 2018 ed argento a Pechino 2022, di undici titoli iridati -cinque nel doppio, due nel doppio sprint e quattro nella gara a squadre- e di sei trofei di Coppa del Mondo.

## Biografia
Figlio di Mario Benecken, saltatore con gli sci che fece parte della squadra nazionale giovanile della Germania Est la cui carriera fu prematuramente interrotta a causa di una rovinosa caduta avvenuta sul trampolino del Kanzlersgrund ad Oberhof nel 1986, fece la sua prima esperienza su una slitta all'età di nove anni, quando nella sua scuola fecero delle selezioni per il reclutamento di potenziali giovani talentuosi.
Nel tempo libero suona la chitarra e compone testi e musiche; durante gli anni scolastici, con la sua band di allora, incise il brano Adrenalin che fu scelto come canzone ufficiale dei campionati mondiali di Oberhof 2008 e raggiunse la trentaseiesima posizione nella classifica dei singoli più venduti in Germania del periodo.

### Carriera sportiva

#### Stagioni 2006-2010
Iniziò a gareggiare per la nazionale tedesca nella categoria giovani nel 2006, prendendo parte alla Coppa del Mondo di categoria nel singolo e conquistando la vittoria in tutte e tre le tappe disputate; l'anno successivo, pur essendo nei limiti previsti per poter gareggiare in quella stessa classe di età, partecipò a quella junior terminando al quinto posto della classifica e giunse sesto ai mondiali juniores di Cesana Torinese 2007.
Nell'annata 2007/08 si aggiudicò la sfera di cristallo ed ottenne nuovamente il sesto posto mondiale a Lake Placid 2008; la stagione seguente si piazzò al secondo posto in Coppa del Mondo e nella rassegna iridata di Nagano 2009 conquistò la medaglia d'argento nel singolo. Nel 2009/10 finì in decima posizione nella graduatoria di Coppa e si assicurò la terza piazza ai mondiali di Innsbruck 2010.

#### Stagioni 2011-2016

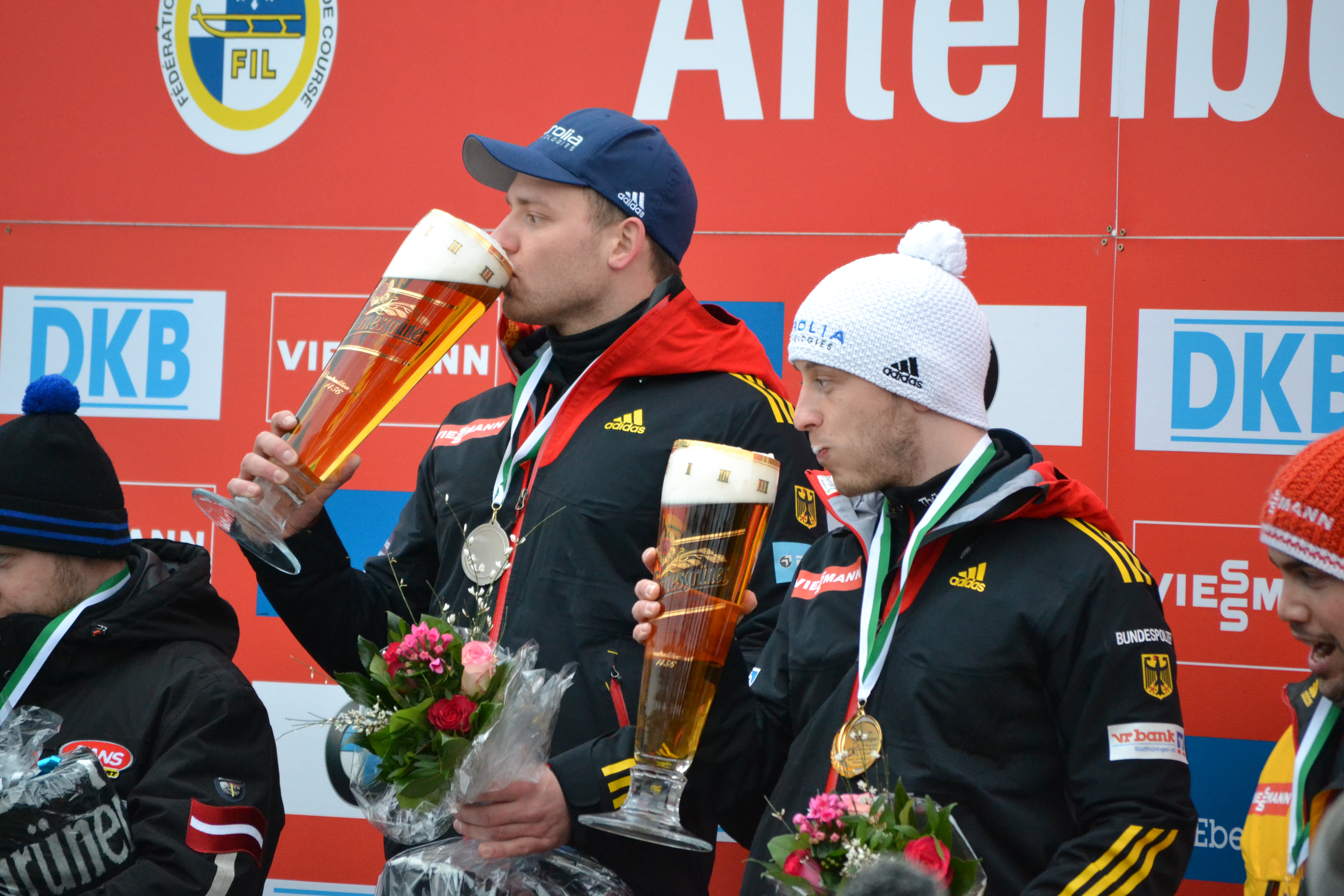
Benecken (a destra) insieme ad Eggert festeggiano la vittoria nella sprint di Coppa del Mondo ad Altenberg nel 2015.

Venne contattato da Toni Eggert -che nel frattempo aveva terminato il sodalizio con Marcel Oster- il quale lo convinse ad abbandonare la specialità del singolo per gareggiare insieme nel doppio e dopo che furono persuasi anche i tecnici federali della bontà del nuovo binomio, dal 2010/11 fece coppia con Eggert conquistando subito la medaglia d'argento ai campionati nazionali e venne selezionato nella squadra di Coppa, a seguito anche del ritiro dei due doppi formati da Patric Leitner ed Alexander Resch e da André Florschütz e Torsten Wustlich, tra i più vincenti degli anni duemila; il 27 novembre 2010 ad Innsbruck, all'esordio in Coppa del Mondo col nuovo compagno, ottenne la sesta posizione ed il 15 gennaio 2011 ad Oberhof centrò il suo primo podio giungendo terzo nel doppio e, con ulteriori due podi nelle tappe di Altenberg e Sigulda, colse la quarta posizione nella graduatoria generale mentre ai campionati mondiali di Cesana Torinese 2011 raggiunse il decimo posto, che gli valse la medaglia di bronzo nella speciale classifica riservata agli under 23.
Nella stagione successiva ottenne cinque piazzamenti a podio nel doppio, compresa la prima vittoria il 14 gennaio 2012 nuovamente ad Oberhof, e chiuse in terza posizione nella classifica di Coppa; fu terzo agli europei di Paramonovo 2012 e vinse la medaglia d'argento nella prova biposto e quella d'oro nella gara a squadre ai mondiali di Altenberg 2012. Pure nell'annata seguente trionfò nella tappa casalinga in Turingia, gara che gli valse altresì l'assegnazione del titolo continentale che riuscì a bissare anche in staffetta, ed ottenne la seconda posizione nella graduatoria di Coppa del Mondo mentre nella rassegna iridata di Whistler 2013 colse nuovamente la medaglia d'argento. Nel 2013/14 finì ancora in seconda posizione in Coppa salendo sul podio in tutte le tappe disputate ad eccezione di quella di Winterberg, dove non riuscì a tagliare il traguardo, e prese parte ai Giochi olimpici invernali di Soči 2014 in cui non andò oltre l'ottava posizione nel doppio a causa di un grave errore commesso durante la prima discesa.
Nella stagione 2014/15 vinse sei delle dodici gare di Coppa in programma, comprese due nella nuova specialità delle sprint, conquistando così sia la coppa di cristallo generale sia quella sprint, fu settimo ai campionati europei di Soči 2015 e quarto nella competizione iridata di Sigulda 2015; l'annata seguente raggiunse nuovamente il secondo posto in Coppa con cinque successi di tappa, compresa quella che attribuì il titolo continentale di Altenberg 2016 che doppiò anche con la vittoria nella gara a squadre, ed ai mondiali di Schönau am Königssee 2016 colse l'argento nel doppio e fu squalificato nella gara sprint.

#### Stagioni 2017-2023

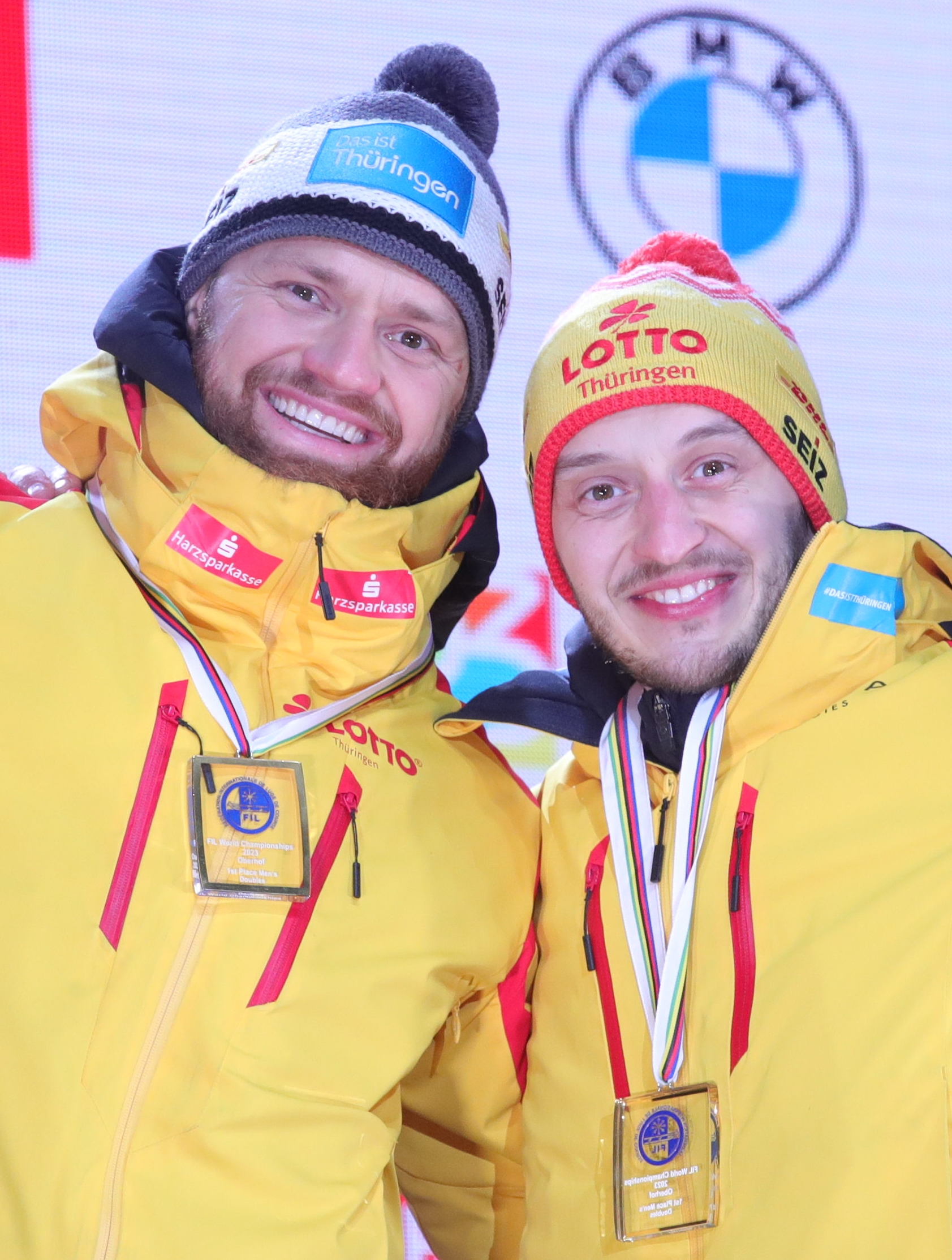
Benecken (a destra) insieme ad Eggert con la medaglia d'oro del doppio ai mondiali di Oberhof 2023.

Nell'annata 2016/17 conquistò per la seconda volta la Coppa del Mondo, bissando altresì la vittoria in quella sprint, andando a podio in ogni singola gara con nove vittorie, due secondi ed un terzo posto, giunse secondo agli europei di Schönau am Königssee 2017 e si aggiudicò i titoli mondiali nel doppio e nella gara a squadre ad Innsbruck 2017, oltre al bronzo nella prova sprint; anche nella stagione seguente trionfò in Coppa, con nove successi di tappa e altri due secondi posti ottenuti sulle dodici gare in programma, vinse la medaglia d'oro nella prova biposto e l'argento in quella a squadre ai campionati continentali di Sigulda 2018 e si presentò alle Olimpiadi di Pyeongchang 2018 come netto favorito, dato il dominio delle ultime due annate come pure i migliori tempi ottenuti in quattro delle cinque prove disputate sulla pista dell'Alpensia, ma, proprio a causa della pressione psicologica dovuta dall'avere i favori del pronostico, incappò in piccoli errori e giunse in terza posizione, battuto dall'altra coppia tedesca formata da Tobias Wendl e Tobias Arlt e da quella austriaca di Peter Penz e Georg Fischler.
Il 16 ottobre 2018, durante un allenamento sulla pista di Oberhof in preparazione dell'imminente stagione agonistica, ebbe un incidente in cui il suo compagno si fratturò il perone destro ed Eggert fu quindi sottoposto ad un intervento chirurgico, tuttavia dopo neanche sei settimane questi si era ristabilito ed il loro doppio riuscì non solamente ad essere al via nella tappa inaugurale di Coppa ad Innsbruck, ma anche a salire sul podio terminando al secondo posto e, grazie agli ulteriori dieci podi comprese le cinque vittorie, si impose nella Coppa del Mondo generale ed in quella sprint, inoltre si aggiudicò la medaglia d'argento ai campionati europei di Oberhof 2019 nonché quelle d'oro nel doppio e nella prova sprint e quella di bronzo nella gara a squadre ai mondiali di Winterberg 2019. L'annata successiva, con quattro successi ed ulteriori quattro podi, conquistò nuovamente la sfera di cristallo, colse l'ottava piazza agli europei di Lillehammer 2020 e nella rassegna iridata di Soči 2020 fu quarto nella prova sprint e vinse il titolo nel doppio e nella gara a squadre.
Nel 2020/21 concluse al terzo posto in Coppa del Mondo con tre trionfi di tappa al suo attivo, ai campionati continentali di Sigulda 2021 giunse ventesimo a causa di un ribaltamento occorso durante la prima delle due discese in programma ed ai mondiali di Schönau am Königssee 2021 vinse l'oro nel doppio, l'argento nella gara a squadre ed il bronzo nel doppio sprint. L'annata seguente, con cinque successi ed altri tre podi ottenuti in Coppa del Mondo, conquistò la sua sesta sfera di cristallo generale, si impose anche agli europei di Sankt Moritz 2022 nella gara biposto e fu secondo in quella a squadre; ai Giochi olimpici di Pechino 2022 vinse la medaglia d'argento nel doppio, ancora una volta battuto dai connazionali Wendl e Arlt nonostante partisse nuovamente con il ruolo di principale favorito.
Nella stagione 2022/23 giunse secondo nella graduatoria di Coppa, terminò al quinto posto nella rassegna europea di Sigulda 2023 ed in quella iridata di Oberhof 2023 prevalse in tutte e tre le competizioni disputate: nel doppio, nella prova sprint ed in quella a squadre. Dopo questa tripla affermazione, peraltro ottenuta sulla pista di casa di fronte al proprio pubblico, lui ed il suo compagno di coppia Eggert decisero di ritirarsi dall'attività agonistica.

## Palmarès

### Olimpiadi
- 2 medaglie:
  - 1 argento (doppio a Pechino 2022);
  - 1 bronzo (doppio a Pyeongchang 2018).

### Mondiali
- 18 medaglie:
  - 11 ori (gara a squadre ad Altenberg 2012; doppio, gara a squadre ad Innsbruck 2017; doppio, doppio sprint a Winterberg 2019; doppio, gara a squadre a Soči 2020; doppio a Schönau am Königssee 2021; doppio, doppio sprint, gara a squadre ad Oberhof 2023);
  - 4 argenti (doppio ad Altenberg 2012; doppio a Whistler 2013; doppio a Schönau am Königssee 2016; gara a squadre a Schönau am Königssee 2021);
  - 3 bronzi (doppio sprint ad Innsbruck 2017; gara a squadre a Winterberg 2019; doppio sprint a Schönau am Königssee 2021).

### Europei
- 11 medaglie:
  - 6 ori (doppio, gara a squadre ad Oberhof 2013; doppio, gara a squadre ad Altenberg 2016; doppio a Sigulda 2018; doppio a Sankt Moritz 2022);
  - 4 argenti (doppio a Schönau am Königssee 2017; gara a squadre a Sigulda 2018; doppio ad Oberhof 2019; gara a squadre a Sankt Moritz 2022);
  - 1 bronzo (doppio a Paramonovo 2012).

### Mondiali under 23
- 1 medaglia:
  - 1 bronzo (doppio a Cesana Torinese 2011).

### Mondiali juniores
- 2 medaglie:
  - 1 argento (singolo a Nagano 2009);
  - 1 bronzo (singolo ad Innsbruck 2010).

### Coppa del Mondo
- Vincitore della Coppa del Mondo generale nel doppio nel 2014/15, nel 2016/17, nel 2017/18, nel 2018/19, nel 2019/20 e nel 2021/22.
- Vincitore della Coppa del Mondo di specialità nel doppio nel 2021/22.
- Vincitore della Coppa del Mondo di specialità nel doppio sprint nel 2014/15, nel 2016/17 e nel 2018/19.
- 138 podi (86 nel doppio, 22 nel doppio sprint, 30 nelle gare a squadre):
  - 73 vittorie (43 nel doppio, 11 nel doppio sprint, 19 nelle gare a squadre);
  - 48 secondi posti (32 nel doppio, 8 nel doppio sprint, 8 nelle gare a squadre);
  - 17 terzi posti (11 nel doppio, 3 nel doppio sprint, 3 nelle gare a squadre).

#### Coppa del Mondo - vittorie
| Data             | Luogo                | Paese         | Disciplina                                                            |
| ---------------- | -------------------- | ------------- | --------------------------------------------------------------------- |
| 14 gennaio 2012  | Oberhof              | Germania      | Doppio con Toni Eggert                                                |
| 15 gennaio 2012  | Oberhof              | Germania      | Gara a squadre con Natalie Geisenberger, Felix Loch e Toni Eggert     |
| 12 gennaio 2013  | Oberhof              | Germania      | Doppio con Toni Eggert                                                |
| 24 novembre 2013 | Innsbruck            | Austria       | Doppio con Toni Eggert                                                |
| 24 novembre 2013 | Innsbruck            | Austria       | Gara a squadre con Natalie Geisenberger, Felix Loch e Toni Eggert     |
| 11 gennaio 2014  | Oberhof              | Germania      | Doppio con Toni Eggert                                                |
| 29 novembre 2014 | Innsbruck            | Austria       | Doppio con Toni Eggert                                                |
| 30 novembre 2014 | Innsbruck            | Austria       | Doppio sprint con Toni Eggert                                         |
| 5 dicembre 2014  | Lake Placid          | Stati Uniti   | Doppio con Toni Eggert                                                |
| 6 dicembre 2014  | Lake Placid          | Stati Uniti   | Gara a squadre con Natalie Geisenberger, Felix Loch e Toni Eggert     |
| 12 dicembre 2014 | Calgary              | Canada        | Doppio con Toni Eggert                                                |
| 24 gennaio 2015  | Winterberg           | Germania      | Doppio con Toni Eggert                                                |
| 25 gennaio 2015  | Winterberg           | Germania      | Gara a squadre con Natalie Geisenberger, Felix Loch e Toni Eggert     |
| 22 febbraio 2015 | Altenberg            | Germania      | Doppio sprint con Toni Eggert                                         |
| 28 novembre 2015 | Innsbruck            | Austria       | Doppio con Toni Eggert                                                |
| 29 novembre 2015 | Innsbruck            | Austria       | Gara a squadre con Dajana Eitberger, Andi Langenhan e Toni Eggert     |
| 4 dicembre 2015  | Lake Placid          | Stati Uniti   | Doppio con Toni Eggert                                                |
| 18 dicembre 2015 | Calgary              | Canada        | Doppio con Toni Eggert                                                |
| 13 febbraio 2016 | Altenberg            | Germania      | Doppio con Toni Eggert                                                |
| 14 febbraio 2016 | Altenberg            | Germania      | Gara a squadre con Tatjana Hüfner, Felix Loch e Toni Eggert           |
| 20 febbraio 2016 | Winterberg           | Germania      | Doppio con Toni Eggert                                                |
| 26 novembre 2016 | Winterberg           | Germania      | Doppio con Toni Eggert                                                |
| 27 novembre 2016 | Winterberg           | Germania      | Doppio sprint con Toni Eggert                                         |
| 2 dicembre 2016  | Lake Placid          | Stati Uniti   | Doppio con Toni Eggert                                                |
| 10 dicembre 2016 | Whistler             | Canada        | Doppio con Toni Eggert                                                |
| 17 dicembre 2016 | Park City            | Stati Uniti   | Doppio sprint con Toni Eggert                                         |
| 14 gennaio 2017  | Sigulda              | Lettonia      | Doppio con Toni Eggert                                                |
| 15 gennaio 2017  | Sigulda              | Lettonia      | Doppio sprint con Toni Eggert                                         |
| 18 febbraio 2017 | Daegwallyeong        | Corea del Sud | Doppio con Toni Eggert                                                |
| 19 febbraio 2017 | Daegwallyeong        | Corea del Sud | Gara a squadre con Natalie Geisenberger, Andi Langenhan e Toni Eggert |
| 25 febbraio 2017 | Altenberg            | Germania      | Doppio con Toni Eggert                                                |
| 26 febbraio 2017 | Altenberg            | Germania      | Gara a squadre con Natalie Geisenberger, Felix Loch e Toni Eggert     |
| 18 novembre 2017 | Innsbruck            | Austria       | Doppio con Toni Eggert                                                |
| 19 novembre 2017 | Innsbruck            | Austria       | Gara a squadre con Natalie Geisenberger, Felix Loch e Toni Eggert     |
| 25 novembre 2017 | Winterberg           | Germania      | Doppio con Toni Eggert                                                |
| 2 dicembre 2017  | Altenberg            | Germania      | Doppio con Toni Eggert                                                |
| 3 dicembre 2017  | Altenberg            | Germania      | Gara a squadre con Natalie Geisenberger, Felix Loch e Toni Eggert     |
| 8 dicembre 2017  | Calgary              | Canada        | Doppio con Toni Eggert                                                |
| 9 dicembre 2017  | Calgary              | Canada        | Gara a squadre con Tatjana Hüfner, Felix Loch e Toni Eggert           |
| 15 dicembre 2017 | Lake Placid          | Stati Uniti   | Doppio con Toni Eggert                                                |
| 16 dicembre 2017 | Lake Placid          | Stati Uniti   | Doppio sprint con Toni Eggert                                         |
| 13 gennaio 2018  | Oberhof              | Germania      | Doppio con Toni Eggert                                                |
| 14 gennaio 2018  | Oberhof              | Germania      | Gara a squadre con Dajana Eitberger, Felix Loch e Toni Eggert         |
| 20 gennaio 2018  | Lillehammer          | Norvegia      | Doppio con Toni Eggert                                                |
| 27 gennaio 2018  | Sigulda              | Lettonia      | Doppio con Toni Eggert                                                |
| 28 gennaio 2018  | Sigulda              | Lettonia      | Doppio sprint con Toni Eggert                                         |
| 30 novembre 2018 | Whistler             | Canada        | Doppio con Toni Eggert                                                |
| 15 dicembre 2018 | Lake Placid          | Stati Uniti   | Doppio con Toni Eggert                                                |
| 16 dicembre 2018 | Lake Placid          | Stati Uniti   | Doppio sprint con Toni Eggert                                         |
| 5 gennaio 2019   | Schönau am Königssee | Germania      | Doppio con Toni Eggert                                                |
| 6 gennaio 2019   | Schönau am Königssee | Germania      | Gara a squadre con Julia Taubitz, Sebastian Bley e Toni Eggert        |
| 12 gennaio 2019  | Sigulda              | Lettonia      | Doppio con Toni Eggert                                                |
| 23 novembre 2019 | Innsbruck            | Austria       | Doppio con Toni Eggert                                                |
| 14 dicembre 2019 | Whistler             | Canada        | Doppio con Toni Eggert                                                |
| 14 dicembre 2019 | Whistler             | Canada        | Doppio sprint con Toni Eggert                                         |
| 29 febbraio 2020 | Schönau am Königssee | Germania      | Doppio con Toni Eggert                                                |
| 1º marzo 2020    | Schönau am Königssee | Germania      | Gara a squadre con Anna Berreiter, Felix Loch e Toni Eggert           |
| 29 novembre 2020 | Innsbruck            | Austria       | Gara a squadre con Julia Taubitz, Felix Loch e Toni Eggert            |
| 12 dicembre 2020 | Oberhof              | Germania      | Doppio con Toni Eggert                                                |
| 13 dicembre 2020 | Oberhof              | Germania      | Gara a squadre con Dajana Eitberger, Felix Loch e Toni Eggert         |
| 20 dicembre 2020 | Winterberg           | Germania      | Doppio sprint con Toni Eggert                                         |
| 2 gennaio 2021   | Schönau am Königssee | Germania      | Doppio con Toni Eggert                                                |
| 20 novembre 2021 | Yanqing              | Cina          | Doppio con Toni Eggert                                                |
| 12 dicembre 2021 | Altenberg            | Germania      | Gara a squadre con Julia Taubitz, Max Langenhan e Toni Eggert         |
| 19 dicembre 2021 | Innsbruck            | Austria       | Doppio sprint con Toni Eggert                                         |
| 8 gennaio 2022   | Sigulda              | Lettonia      | Doppio con Toni Eggert                                                |
| 15 gennaio 2022  | Oberhof              | Germania      | Doppio con Toni Eggert                                                |
| 16 gennaio 2022  | Oberhof              | Germania      | Gara a squadre con Julia Taubitz, Johannes Ludwig e Toni Eggert       |
| 22 gennaio 2022  | Sankt Moritz         | Svizzera      | Doppio con Toni Eggert                                                |
| 10 dicembre 2022 | Whistler             | Canada        | Doppio con Toni Eggert                                                |
| 10 dicembre 2022 | Whistler             | Canada        | Gara a squadre con Julia Taubitz, Felix Loch e Toni Eggert            |
| 16 dicembre 2022 | Park City            | Stati Uniti   | Doppio con Toni Eggert                                                |
| 4 febbraio 2023  | Altenberg            | Germania      | Doppio con Toni Eggert                                                |

### Coppa del Mondo juniores
- Vincitore della Coppa del Mondo juniores nel singolo nel 2007/08.

### Campionati tedeschi
- 18 medaglie:
  - 8 ori (doppio, gara a squadre a Winterberg 2014; doppio ad Oberhof 2015; doppio ad Altenberg 2018; doppio, gara a squadre ad Oberhof 2020; doppio, gara a squadre ad Altenberg 2022);
  - 9 argenti (doppio ad Oberhof 2011; doppio, gara a squadre ad Altenberg 2012; doppio a Schönau am Königssee 2013; doppio, gara a squadre a Schönau am Königssee 2016; doppio a Schönau am Königssee 2021; doppio, gara a squadre ad Oberhof 2023);
  - 1 bronzo (gara a squadre a Schönau am Königssee 2013).